# امامزاده سلطان ابراهیم
امامزاده سلطان ابراهیم خرمی مربوط به دوره تیموریان است و در شهرستان خرم‌بید، خرمی ۲ کیلومتری جنوب غربی خارج از بافت شهری واقع شده و این اثر در تاریخ ۱۲ مهر ۱۳۷۶ با شمارهٔ ثبت ۱۹۳۳ به‌عنوان یکی از آثار ملی ایران به ثبت رسیده است. در سال ۱۳۹۱ تلاش‌های زیادی برای تخریب این بنا صورت گرفت اما شخصی به نام جابر حیدری فرد ان را از مرگ حتمی نجات داد. واکنون بنا در حال مرمت است